# 전국구 (영화)
《전국구》는 1991년에 개봉한 대한민국의 영화이다.

## 캐스팅
- 거룡 : 강백천 역
- 이진영 : 오복 역
- 현길수 : 장현태 역
- 원영애 : 박성희 역
- 황춘수 : 칼치 역
- 심재천 : 최류탄 역
- 박희진 : 점백이 역
- 황인조 : 쌍칼 역
- 이제규 : 쥐포 역
- 임덕범 : 불곰 역
- 김이호 : 거인 역
- 김두한 : 문어발 역
- 한경선 : 거북이 역
- 정동섭 : 땅개 역
- 문종금 : 정창기 역
- 정영은 : 김명숙 역
- 이재영 : 다꾸찌 역
- 박상현 : 육손이 역
- 황재석 : 막국수 역
- 박대윤 : 사시미 역
- 임의준 : 대패 역
- 김준호 : 외칼 역
- 이진목 : 조조 역
- 문태훈 : 여포 역
- 함철훈 : 여포 역
- 김선도 : 여포 역
- 이승훈 : 여포 역
- 심상천
- 국정환
- 김경애
- 장동휘 (특별출연)